# Poiana Mănăstirii
Poiana Mănăstirii – wieś w Rumunii, w okręgu Jassy, w gminie Țibana. W 2011 roku liczyła 501 mieszkańców.